# Ocotea malcomberi
Ocotea malcomberi är en lagerväxtart som beskrevs av H. van der Werff. Ocotea malcomberi ingår i släktet Ocotea och familjen lagerväxter. Inga underarter finns listade i Catalogue of Life.